# Jules Bertrand (homme politique, 1808-1882)
Pour les articles homonymes, voir Jules Bertrand et Bertrand.
Jules Bertrand est un homme politique français né le 18 septembre 1808 à Saint-Flour (Cantal) et décédé le 13 mars 1882 à Saint-Flour.

## Biographie
Magistrat, il commence sa carrière comme substitut à Saint-Flour en 1843 et termine sa carrière en 1876 comme président du tribunal civil de Saint-Flour, après être passé par Ambert, Riom, Grenoble et Bastia.
Il est sénateur conservateur du Cantal, de 1876 à 1882, votant avec les monarchistes.

## Sources
- Ressource relative à la vie publique :   - Sénat
- Notices d'autorité :   - VIAF
  - ISNI
  - BnF (données)
  - IdRef
- « Jules Bertrand (homme politique, 1808-1882) », dans Adolphe Robert et Gaston Cougny, Dictionnaire des parlementaires français, Edgar Bourloton, 1889-1891 [détail de l’édition]